# Échoppe bordelais
Una Échoppe bordelaise es un tipo de casa urbana que se encuentra comúnmente en la ciudad de Burdeos y los municipios circundantes.

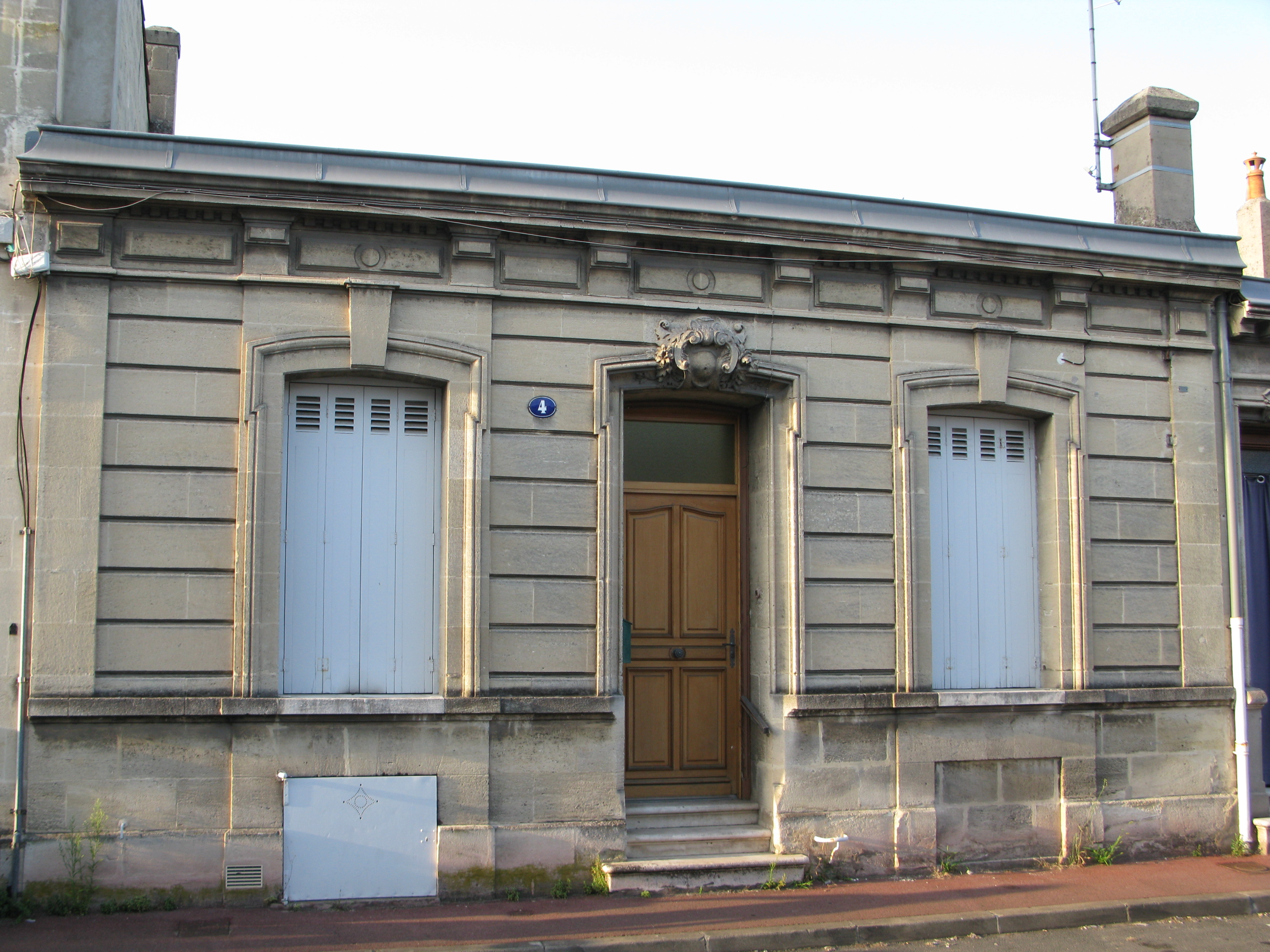
Una échoppe bordelais doble

## Arquitectura
Las échoppe bordelais se caracterizan por una fachada en piedra y muros bastante bajos. A menudo sin piso, estas casas bajas compensan su superficie con un desarrollo en profundidad. Algunas de ellas tienen un sótano que se utilizó para almacenar provisiones durante la época del Segundo Imperio y hasta el período de preguerra. En ese momento, las échoppe bordelais permitían vivir a una familia de comerciantes gracias a una ubicación entre la calle y el jardín. Este último generalmente constituía un huerto para satisfacer las necesidades alimentarias de la familia. 
Al frente de la casa, la calle era una especie de tienda y extendía el área de juegos para niños y transeúntes que podían sentarse a charlar y comprar en la tienda. Hay dos tipos de puestos, dependiendo de su fachada: el individual y el doble.

### Tiendas "sencilla"
Con un aspecto modesto, la tienda "sencilla" tiene una puerta de entrada y una ventana en la fachada del lado de la calle que mide entre 5 y 6 metros de largo. Su aspecto bastante sobrio se explica por el hecho de que correspondía principalmente a los trabajadores. En cuanto a la distribución, la casa consta de tres habitaciones: un dormitorio al frente, un cuarto oscuro y una sala común al lado del jardín.

### Tiendas "dobles"
Más cómodo que los puestos individuales, el puesto "doble" tiene una fachada de 8 a 10 metros que consta de una o dos ventanas a cada lado de la puerta principal. Basado en el modelo de puesto simple, sin embargo, tiene de 4 a 6 piezas en total. La fachada del lado de la calle a menudo está decorada con patrones tallados en piedra caliza sobre las aberturas o en bandas.

## Distribución interior
La sala de estar, en la parte trasera, da a un huerto o jardín de recreo. El souillarde y los baños forman uno o dos apéndices en la fachada trasera, a menudo conectados por una veranda.
En algunos distritos de Burdeos, el jardín se encuentra un piso más abajo, lo que significa que las habitaciones traseras es alta con posiblemente un balcón y una escalera exterior, las habitaciones en la parte trasera del sótano en este caso conducen al jardín. por puertas y ventanas.